# Schautaler Friedrichs des Weisen (1522)

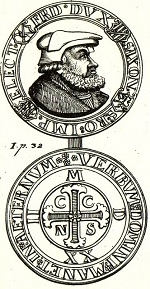
Schautaler Friedrichs des Weisen von 1522

Der Schautaler Friedrichs des Weisen von 1522, auch als Spruchtaler bezeichnet, zeigt auf der Vorderseite das Porträt des sächsischen Kurfürsten mit Barett und auf der Rückseite ein Blumenkreuz, in dessen Winkeln die Anfangsbuchstaben der Worte seines Wahlspruchs stehen. Den Prägestempel der Vorderseite schnitt Hans Krafft d. Ä. in Nürnberg nach einem Gemälde von Lucas Cranach d. Ä. Der Schautaler war das Vorbild für die Vorderseite der Gedenkmünze zum 400-jährigen Reformationsjubiläum 1917, der seltensten und wertvollsten Silbermünze des Deutschen Kaiserreichs.

## Münzgeschichte

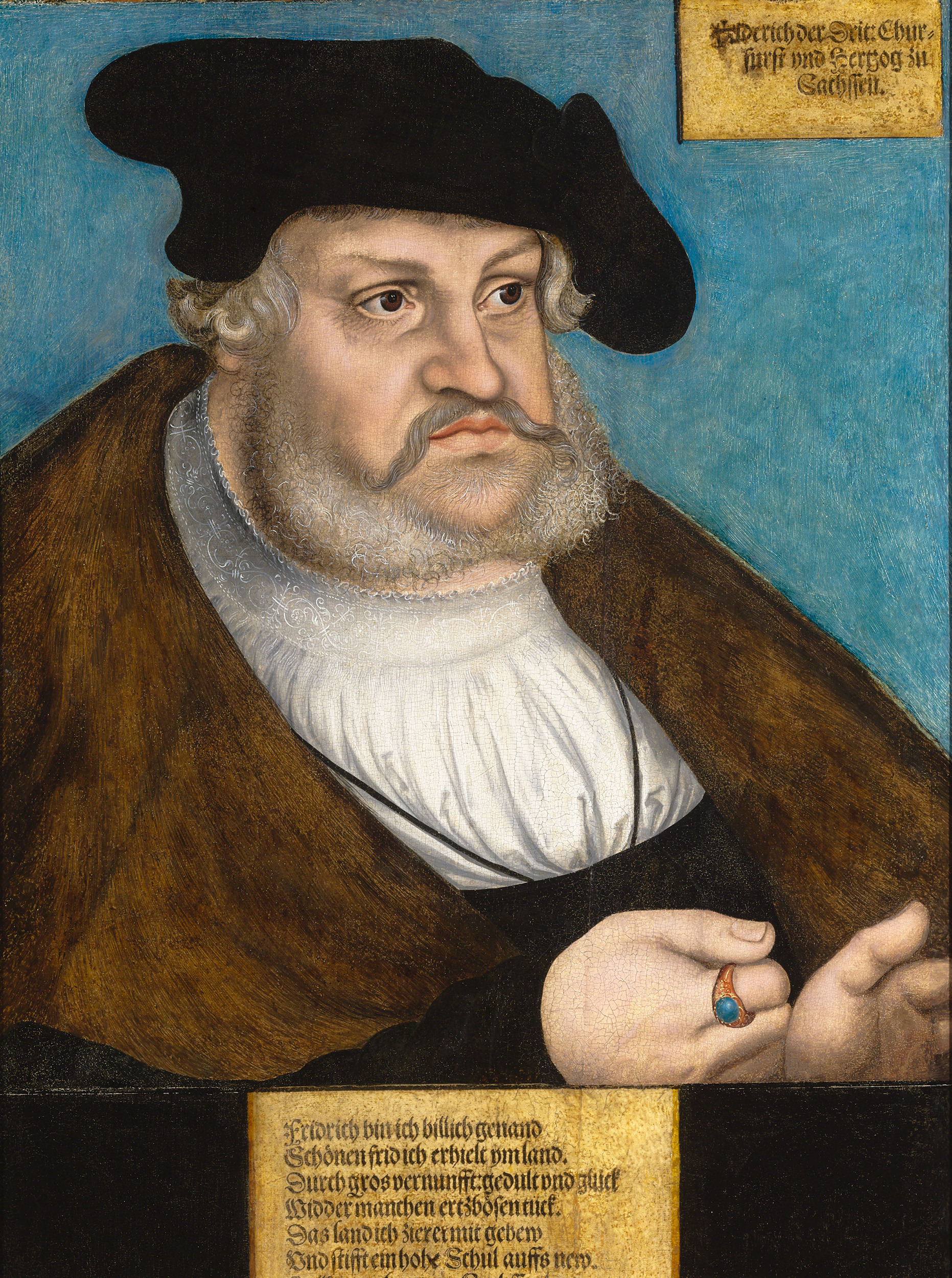
Friedrich der Weise, Gemälde von Lucas Cranach d. Ä.

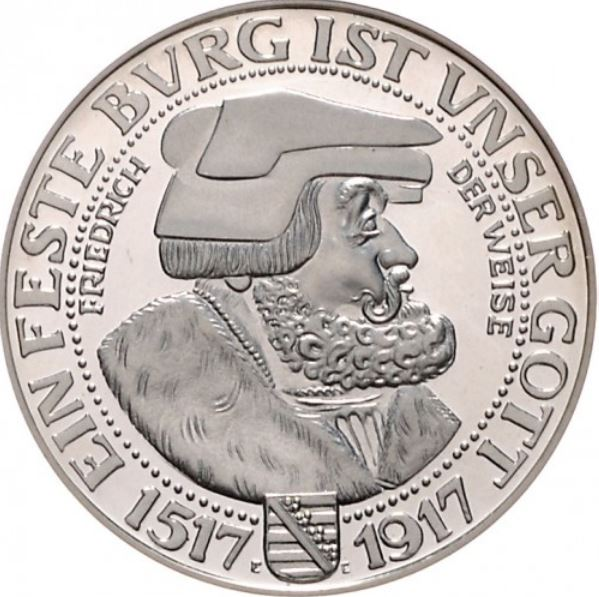
Gedenkmünze zum 400-jährigen Reformationsjubiläum 1917

Kurfürst Friedrich der Weise von Sachsen (1486–1525) ließ gemeinsam mit seinen Anverwandten, seinem Onkel Albrecht dem Beherzten (1464/85–1500), seinem Bruder Johann dem Beständigen (1486/1525–1532) und seinem Vetter Georg dem Bärtigen (1500–1539) Münzen prägen. Die Münzstätten seiner Regierungszeit befanden sich in Annaberg, Freiberg, Buchholz, Leipzig, Schneeberg und Zwickau.
Seine Alleinprägungen sind im Wesentlichen nur Gedenkmünzen und Schautaler auf die Generalstatthalterwürde sowie die Schautaler von 1522 mit seinem Konterfei mit Barett, ¼ Gulden (Taler) von 1522 und Schreckenberger von 1522.
Christian Juncker schreibt den Schautaler dem Ehrengedächtnis Martin Luthers zu. Das Stück ist, so der Gelehrte, laut Wilhelm Ernst Tentzel, auf den er sich bezieht, „zwar in vielen Cabinetten vorhanden / aber von Gold / 12 und einen halben Dukaten wiegend“ nur im schwarzburgischen Kabinett.
Der Schautaler von 1522 könnte auch eine Medaille sein. Nach der sächsischen Münzordnung von 1500 hat ein silberner Gulden, auch Guldengroschen genannt, ein Raugewicht von 29,23 Gramm und ein Feingewicht von 27,20 Gramm. Der Schautaler wiegt jedoch nur ca. 25,8 Gramm. Das ist weniger als das Feingewicht des silbernen Guldens.
Das besondere Gepräge diente dem Medailleur und Münzstempelschneider der Münzstätte Muldenhütten Friedrich Wilhelm Hörnlein als Vorbild für die Vorderseite einer ausgesprochenen Kostbarkeit, der Gedenkmünze zum 400-jährigen Reformationsjubiläum 1917 mit dem Brustbild Friedrichs des Weisen. Friedrich war der Beschützer Martin Luthers und Gründer der Universität Wittenberg. Allerdings hatte er es vermieden, sich zur Reformation zu bekennen.
Die Reichsmünze ist wegen ihrer Seltenheit viel teurer als ihr altes Vorbild aus der Zeit der Renaissance.
Anmerkung: Das für das Reformationsjubiläum nächstliegende Motiv mit dem Bildnis Martin Luthers wurde verworfen, da nur Köpfe von Monarchen auf Reichsmünzen erscheinen durften. Der regierende sächsische König Friedrich August III. (1904–1918) war jedoch Katholik und somit problematisch für das Münzbild einer Gedenkmünze zum Reformationsjubiläum. Die Verwendung des Brustbilds von Kurfürst Friedrich III. war ein Kompromiss.

## Beschreibung des Schautalers
Der silberne Schautaler von 1522 wiegt 25,8 Gramm und hat einen Durchmesser von 42 Millimeter. Er wurde ohne Münzmeisterzeichen und ohne Signatur geprägt.

### Vorderseite
Die Vorderseite zeigt das Brustbild Friedrichs III. des Weisen nach rechts mit Pelzschaube und Barett. Die Umschrift ist mit vier Wappenschilden unterbrochen, dem Kurschild mit den Kurschwertern, dem Rautenkranzschild des Herzogtums Sachsen, dem Löwenschild der Markgrafschaft Meißen und der Landgrafschaft Thüringen.
Umschrift: 
FR(i)D(ericus) DVX – SAXON(iae) – S(acri) RO(mani) IMP(erii) – ELECT(or) –
Übersetzung: Friedrich, Herzog zu Sachsen, des Heiligen Römischen Reiches Kurfürst.

### Rückseite
Die Rückseite zeigt ein Blumenkreuz, in dessen Winkeln die Buchstaben C(rux) – C(hristi) – N(ostra) – S(alus) (lat. = Christi Kreuz unser Heil) stehen. Das ist der Wahlspruch Friedrich des Weisen. Auf dem Innenkreis verteilt an den jeweiligen Schenkeln des Kreuzes sind die Zahlzeichen M – D – XX – II zu sehen. Das ist die Römische Zahlschrift für die Jahreszahl 1522.
Umschrift: 
VERBVM DOMINI MANET IN AETERNVM
Übersetzung: Das Wort des Herrn bleibt in Ewigkeit. (1. Brief des Petrus 1,25 , bzw. Jesaja 40,6-8 )